# Lubomirski-Palast (Warschau)

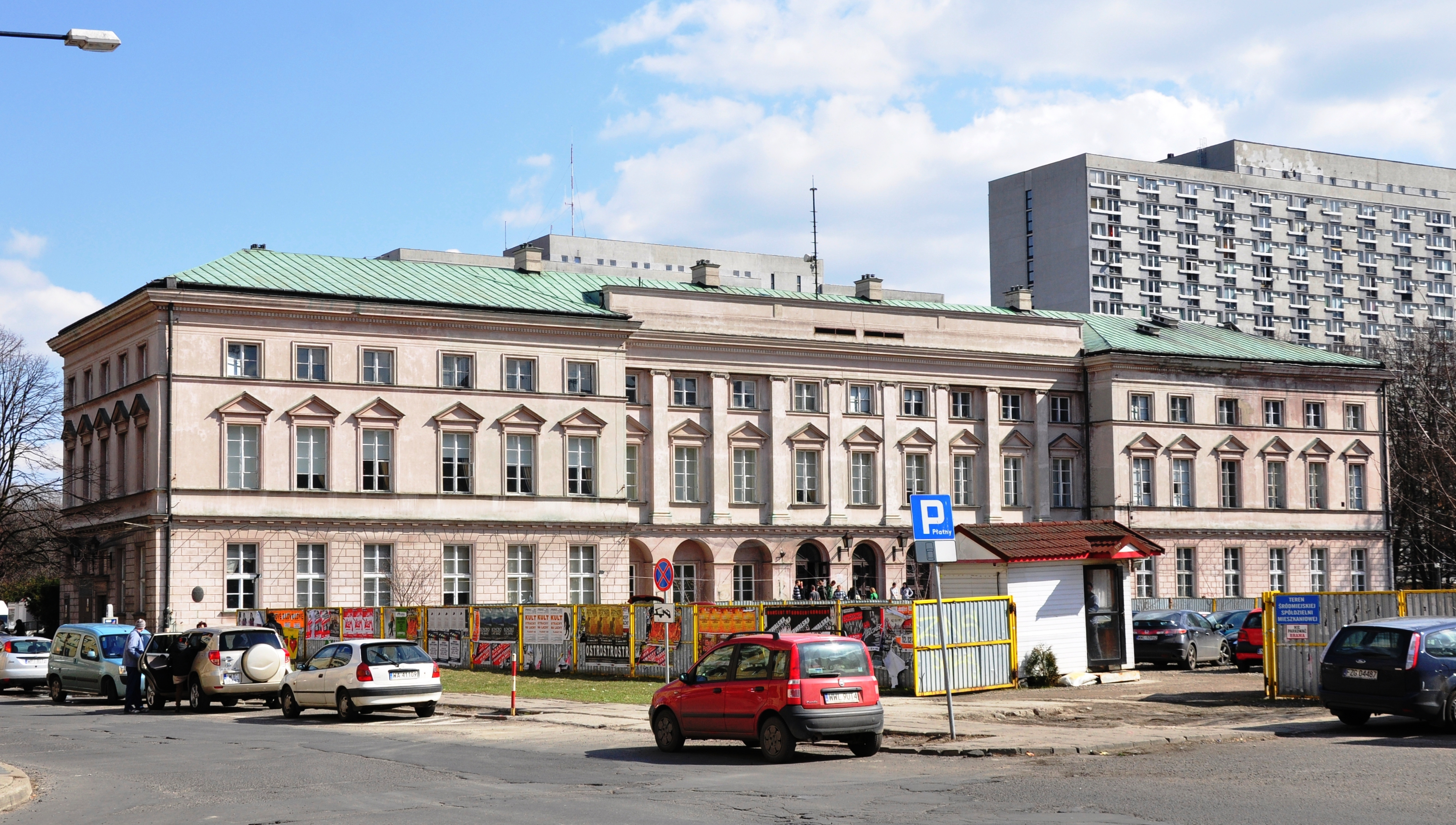
Rückseite (Westen). Blick von den Mirów-Hallen, im Hintergrund ein Neubau der Nachkriegssiedlung Za Żelazną Bramą

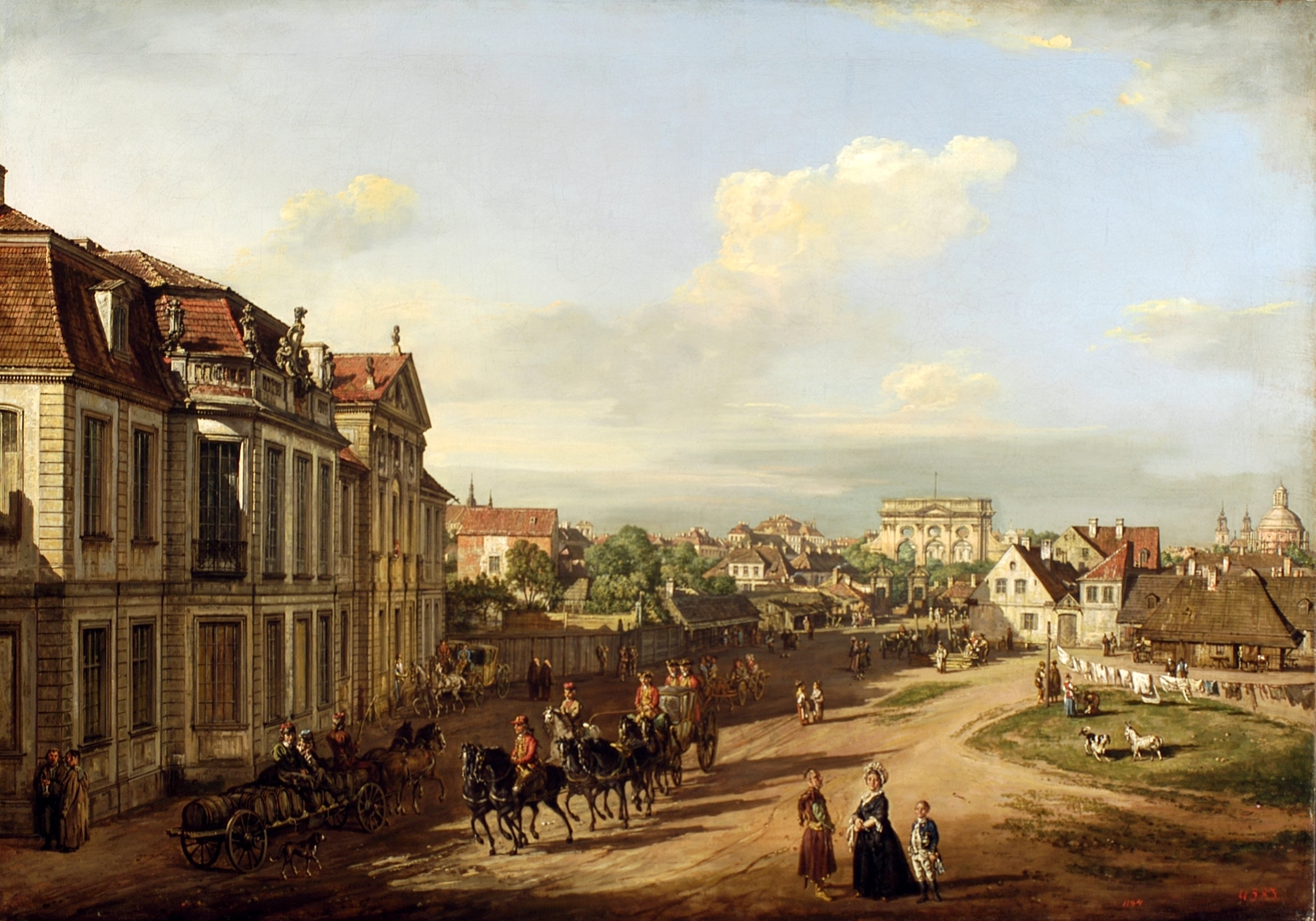
Der barocke Palast (noch ohne späteren Portikus) auf einem Bild Bernardo Bellottos

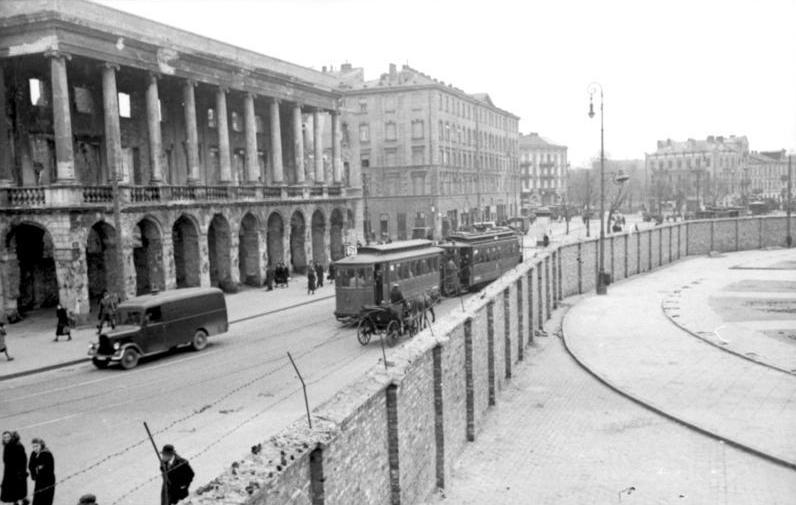
Die Ghettomauer neben dem ausgebombten Palast, der noch in Ost-West-Richtung steht. Blick von den Mirów-Hallen, Aufnahme vom 24. Mai 1941

Der heute klassizistisch gestaltete Lubomirski-Palast, Sitz eines Arbeitgeber-Verbandes, befindet sich in dem historisch bedeutsamen Stadtviertel Za Żelazną Bramą in der Warschauer Innenstadt. In den rund 300 Jahren seines Bestehens diente er vielen Zwecken und erfuhr häufig Umbauten. Neben seiner historischen Bedeutung ist besonders die Verschiebung des gesamten Gebäudes im Jahr 1969 erwähnenswert.

## Geschichte
Das genaue Entstehungsdatum des ursprünglichen Gebäudes ist nicht bekannt. Im ausgehenden 17. Jahrhundert hatte ein Vertreter der begüterten Familie Radziwiłł einen Teil des nördlich der damaligen Stadt gelegenen Gebietes (Wielopole) gekauft. Erstmals 1712 wird ein Palais an dieser Stelle erwähnt. Um das Jahr 1730 war der Palast Eigentum des Architekten Johann Sigmund Deybel. Ende der 1730er-Jahre wird der Fürst Stanislaw Wincenty Jabłonowski als Besitzer des Anwesens genannt. Vermutlich von ihm erwarb etwa Mitte des 18. Jahrhunderts Fürst Antoni Lubomirski das Objekt.

### Der Palast unter den Lubomirskis
Im Jahre 1760 wurde begonnen, den Palast nach einem Entwurf von Jakub Fontana im spätbarocken Stil umzubauen. Der Umbau wurde nicht vollendet; 1779 malte Bernardo Bellotto den noch nicht fertiggestellten Palast. Nachdem Fürst Aleksander Lubomirski 1790 Eigentümer des Palastes und der Umgebung geworden war, setzte er den Umbau und die Modernisierung des Gebäudes fort. Jakub Hempel entwarf für den nun im klassizistischen Stil gestalteten Palast einen prächtigen Portikus, der auf zehn ionischen Säulen und einem Arkadenfundament ruht. Bis zum Bau des Teatr Wielki war es die größte Kolonnade Warschaus. Auch wurden die den Cour d’honneur flankierenden Seitenflügel erweitert.
1803 erbte Lubomirskis Tochter Rozalie den Palast. Sie verkaufte ihn 1816 an den General Izydor Krasinski.

### Der Niedergang
Von 1828 bis 1834 war der Palast Eigentum der Regierung des Königreichs Polen, die hier Büros einrichtete. Während des Novemberaufstands diente das Gebäude als Lazarett. Im Jahre 1834 wurde das Anwesen an den Geschäftsmann Abraham Simon Cohen verkauft. Von nun an wurde der vormals elegante Palast nach gewinnmaximierenden Methoden bewirtschaftet. Zahlreiche Geschäfte, Marktstände und kleine Wohnungen wurden angelegt. Die reichhaltige Ausstattung verfiel. In den 1870er-Jahren befand sich ein jüdisches Bethaus im Gebäude. 1929 wurde von Waclaw Moszkowski ein zusätzliches Stockwerk auf das Gebäude aufgesetzt, was den ursprünglichen Charakter des Palastes endgültig zerstörte.
1934 erwarb die Allgemeine Sparkasse der Stadt Warschau und 1938 die Gemeinde den Bau. Der Palast sollte in den Zustand des Hempelschen Entwurfes zurückgebaut werden. Dieser Plan konnte wegen des Ausbruches des Zweiten Weltkrieges jedoch nicht mehr verwirklicht werden. 1939 wurde der Palast während des Kampfes um Warschau von deutschen Fliegerbomben getroffen und brannte aus. Die später errichtete Mauer des Warschauer Ghettos verlief in unmittelbarer Nähe des ausgebrannten Palastes (siehe Bild).
Nach dem Krieg wurde der Palast zunächst dem Archäologischen Museum übergeben, das basierend auf einen Entwurf von Tadeusz Żurawski 1947 das Gebäude wieder aufzubauen begann. Die Aufbauarbeiten wurden 1950 von der zu dem Zeitpunkt zum Besitzer gewordenen Polnischen Volksarmee abgeschlossen.

### Die Drehung des Palastes
Ende der 1960er-Jahre wurde beschlossen, den Palast von seinem Original-Standort zu verschieben. Der polnische Marschall, Architekt und Stadtplaner Marian Spychalski hatte vorgeschlagen, so einerseits den neu entstandenen Zelaznej-Bramy-Platz gleichmäßig zu gestalten, andererseits die ehemalige Sächsische Achse mit einem Querbau abzuschließen. Das aufwändige Projekt unterstand Alexander Mostowski von der Firma Mostostal Zabrze. Mit der Verschiebung wurde am 30. März 1969 begonnen. Der von den Nebengebäuden sowie den Fundamenten abgetrennte Kernbau wurde auf 16 zu diesem Zweck angefertigten und unter das Gebäude gelegten Schienen von elf Hydraulikpressen an seinen neuen Standort geschoben. Dabei wurde der Palast um 78 Grad gedreht. Am 18. Mai 1970 war die Aktion erfolgreich abgeschlossen.
In Folge war der Palast Sitz des Garnisonsklubs der Stadt. Vor einigen Jahren wurde der Palast von der polnischen Militär-Liegenschaftsagentur (AMW) verkauft; heute befindet sich hier der Sitz des Business Centre Clubs (BCC).

### Das Tadeusz-Kosciuszko-Denkmal

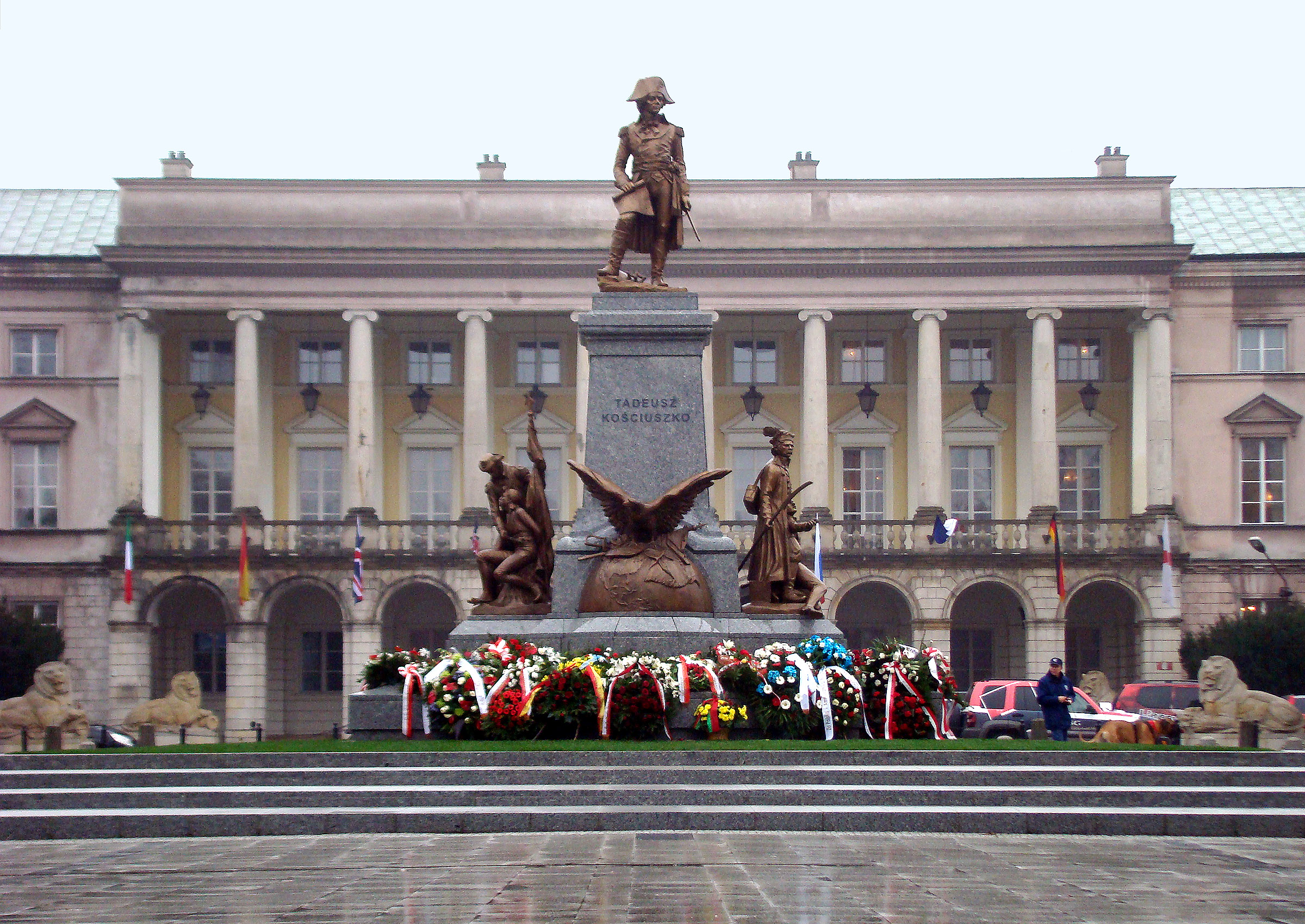
Das Tadeusz-Kościuszko-Denkmal

Am 16. November 2010 wurde vor dem Palast ein von der Citigroup finanziertes Denkmal von Tadeusz Kościuszko enthüllt. Das Denkmal ist eine exakte Nachbildung eines Denkmals in Washington, dass dort am 9. Mai 1910 von Antoni Popiel errichtet worden war. Bereits 1991 war das im Jahr 1985 errichtete und bei den Einheimischen unbeliebte sozrealistische Denkmal Poległym w Służbie i Obronie Polski Ludowej (Zu Ehren der im Dienste und der Verteidigung der Volksrepublik Polen Gefallenen) von Jan Bohdan Chmielewski abgerissen worden. Es war von den Warschauern als „Pomnik utrwalaczy“ („Denkmal der Fixierer“ – Veralberung des polnischen Ausdrucks für das fotografische Fixierbad, hier zur Verdeutlichung der Stabilisierung des Kommunismus durch die Gefallenen genutzt) oder „Ubelisk“ (Wortspiel aus den Bezeichnungen „UB“ – Urząd Bezpieczeństwa (Sicherheitsamt) – und „Obelisk“) bezeichnet worden.
Direkt vor dem Gebäude befinden sich vier Löwenskulpturen auf mit militärischen Insignien versehenen Sockeln. Vor dem Zweiten Weltkrieg standen sie in der damaligen Nowowiejska-Straße vor dem Gebäude des Ministeriums für militärische Angelegenheiten.

## Bedeutende Bewohner
Lubomirski war mit einer der schönsten und berühmtesten Polinnen der Zeit, Rozalia Chodkiewicz verheiratet. Die Ehe war unglücklich. Während der Umbauzeit des Palastes lebte die Lubomirska mit ihrem Geliebten während der Zeiten der französischen Revolution in Paris. Dort wurde sie der Förderung des Ancien Régimes angeklagt und als einzige Polin 1794 auf der Guillotine enthauptet. Ihr Leben und dramatischer Tod regten lange Zeit Schriftsteller an.
Rozalia, die Tochter der Eheleute Lubomirski, war mit dem Reisenden und Orientalisten Wacław Rzewuski (genannt „Emir Tadsch el-Fehr“) verheiratet.